# Andres Dumitrescu
Andres Mihai Dumitrescu (* 11. března 2001 Slatina) je rumunský profesionální fotbalista, který hraje na pozici levého obránce za rumunský klub Sepsi OSK, kde je na hostování z pražské Slavie, a za rumunský národní tým do 21 let.

## Klubová kariéra

### Sepsi OSK
Dumitrescu s fotbalem začínal v rumunském klubu Argeș Pitești, zkušenosti pak sbíral v mládežnických kategoriích italské Padovy a švýcarského Lugana, odkud se vrátil do Rumunska, kde v dresu Sepsi začal nastupovat mezi dospělými.
Rodák ze Slatiny odehrál za tři a půl sezony v červenobílém dresu Sepsi 88 soutěžních zápasů, dvakrát se trefil a šest gólů připravil pro své spoluhráče. V roce 2022 s týmem vyhrál rumunský pohár a superpohár; v následujícím roce pak Sepsi obhájilo své triumfy v Cupa României a Supercupa României obhájilo.
V sezónách 2022/23 a 2023/24 si zahrál i kvalifikaci Evropské konferenční ligy, Sepsi na podzim 2023 postoupilo do play off přes CSKA Sofia, ale v prodloužení druhého zápasu nestačilo na norské Bodø/Glimt.

### Slavia Praha
Na začátku září 2023 přestoupil Dumitrescu do pražské Slavie za přibližně jeden milion eur. V Edenu smlouvu do 30. června 2027. Měl být náhradou za levého obránce Davida Juráska, jenž na začátku přestupového období zamířil do Benfiky Lisabon. Celkem na podzim v dresu Slavie nastoupil rumunský bek do osmi soutěžních utkání, celkem nastřádal 519 minut.
V lednu 2024 zamířil Dumitrescu zpátky na hostování do Sepsi OSK do konce sezony.

## Reprezentační kariéra
Dumitrescu prošel všemi mládežnickými výběry Rumunska od kategorie U17, od léta 2022 nastupoval v kategorii do jednadvaceti let.